# 伊斯坦堡藍寶石

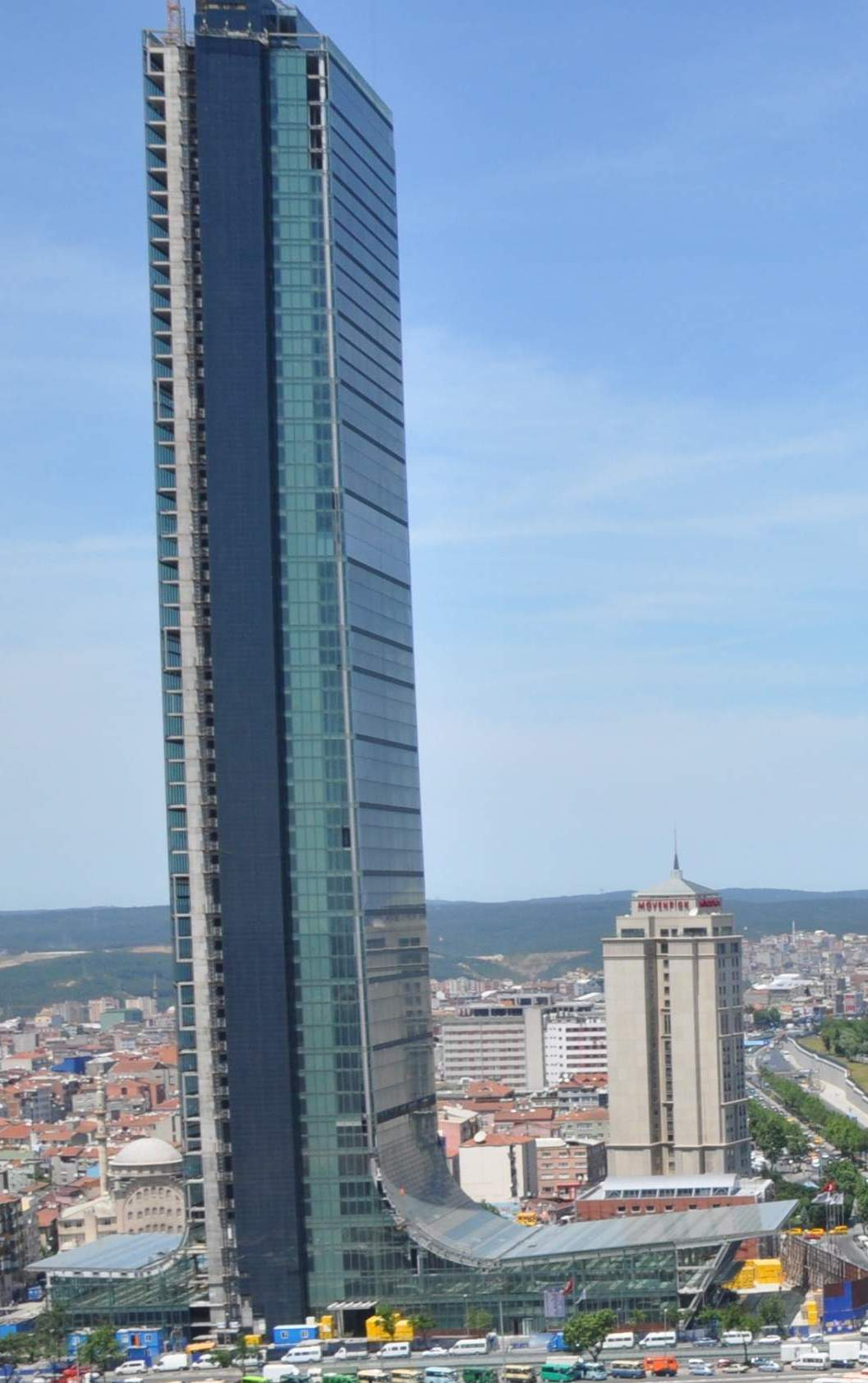
伊斯坦堡藍寶石

伊斯坦堡藍寶石（英語：Istanbul Sapphire）是位於土耳其伊斯坦堡的一座摩天大樓，高261公尺。2010年完工時，伊斯坦堡藍寶石成為土耳其第一高樓、俄羅斯之外的歐洲第一高樓。